# Троицкая церковь (православная, Варшава)
Церковь Святой Троицы на Подвале (пол. Cerkiew Świętej Trójcy na Podwalu) — самая старая историческая православная церковь в Варшаве, расположенная в здании № 5 по улице Подвале. В настоящее время церковный приход является частью Варшавского диоцеза Варшавско-Бельской епархии Польской православной церкви и является религиозным центром Коптской православной церкви в Польше.

## История
В XVII веке в Варшаве и других крупных городах Польши, появились небольшие группы греческих купцов  и сербов, покинувших Турцию. Они многократно обращались к властям с просьбой построить церковь, в чём им постоянно отказывали. Возможность постройки храма появилась после 1768 года, в период большей религиозной свободы в Польше. Первая православная церковь была основана в Варшаве в 1796 году во дворце Сапег. Эта церковь функционировала до 1806 года, до занятия дворца армией Наполеона, после чего временно переехала в дом Миколая Дадани, на улице Козия.
В 1818 году по инициативе греческих купцов Добрича, Барчу и Дадани был куплен дом по улице Подвалье, 5. Во дворе была построена православная часовня по проекту Якуба Кубицкого. Это было короткое, одноэтажное, скромно оформленное здание прямоугольной формы. Три стены церкви прилегали к соседним зданиям, с северо-восточной стороны был вход. В храме находился трёхрядный иконостас, в котором были размещены  привезённые из Греции или купленые у отступающих из России французских солдат иконы. В оригинальном здании находилась меблированая квартира священника и помещение для прихожан.
Православные верующие Варшавы долгое время не имели постоянного священника. До 1825 года церковь находилась в подчинении православных епископов Буковины, позже она перешла под юрисдикцию Русской православной церкви. Два года она подчинялась Минской епархии, а с 1827 года — Волынской епархии (с центром в Кременце).
Только в 1828 году в церкви появился постоянный священник, отец Феофил Новицкий, присланный из Кременца, в то время храм имел только 62 прихожанина. В 1832 году правительство Российской империи выделило 6000 рублей на ремонт церкви и покупку новых икон для иконостаса. В 1834 году была основана Варшавская православная епархия. До освящения в 1837 году церкви Святой Троицы эта скромная, неприметная православная церковь служила кафедральным собором. Позже она функционировала как приходская церковь.
После завершения Первой мировой войны, церковь, называемая в народе «Подвалкой» (каламбур, относящийся к названию улицы и к русскому слову подвал — «погреб» — намёк на скромный облик церкви), оставалась в руках православных, обслуживая в основном русских эмигрантов. Священником был назначен отец Антоний Рудлевский, ранее служивший в Лодзи, один из православных священников, которые не были эвакуированы в 1915 году и остались на оккупированых немцами землях. После отставки в 1937 году его заменил отец Александр Субботин.
В сентябре 1939 года, во время вторжения в Польшу, в здание церкви попала авиабомба, вызвавшая пожар, который был быстро потушен. После ликвидации разрушений, церковь действовала до 1944 года. Во время Варшавского восстания она была полностью разрушена вместе со всем Старым городом. С 24 по 31 августа церковь защищали войска батальона АК «Густав», в том числе санитарный патруль «Ева-Мария», который не мог сдерживать пожары, поэтому церковь была эвакуирована. Во время бомбёжки погиб викарий прихода, отец Ежи Лотоцкий, его жена, сын и тёща. Последний священник церкви, отец Александр Субботин был переведён в Советский Союз в 1945 году. Впоследствии он был арестован в Одессе и убит НКВД.
После войны здание было национализировано. Основное помещение было перестроено, а руины часовни во дворе были разрушены.
В 1998 году Польская Православная Церковь предприняла усилия по возврату имущества, которое получила 1 марта 2002 года. Церковь была вновь украшена иконостасом, изготовленным в Бельске-Подляском учениками средней школы. 25 ноября 2002 года церковь была заново освящена.
С 2002 по 2012 храм служил в качестве академической церкви, с 5 февраля 2005 года проводились богослужения на польском языке, а с 2003 по 2012 год ежемесячно проводились богослужения коптской церкви.
1 июля 1965 года церковь была внесена в Реестр памятников под номером 437.